# Caspar Austa
Caspar Austa (* 28. Januar 1982 in Elva) ist ein ehemaliger estnischer Mountainbiker, Cyclocross- und Straßenradrennfahrer.

## Werdegang
Caspar Austa gewann 2006 bei der Saaremaa Velotuur die vierte Etappe und er wurde estnischer Mountainbikemeister im Cross Country. Im nächsten Jahr fuhr er für das lettische Continental Team Rietumu Bank-Riga, wo er den Rõuge Rattamaraton gewann. 2008 fuhr er auf der Straße Austa für die Mannschaft Dynatek-Latvia und wurde unter anderem Dritter bei der nationalen Cross Country-Meisterschaft.
Ab der Saison 2009 trat Austa nur noch bei nationalen Rennen einschließlich der nationalen Meisterschaften sowohl auf der Straße als auch im Cross Country an, von 2015 bis 2018 auch im Cyclocross. 2016 und 2017 wurde er jeweils Dritter der nationalen Meisterschaften im Cyclocross. Seit 2019 wird er nicht mehr in den Ergebnislisten der UCI geführt.

## Erfolge
2006
- Estnischer Meister – Cross Country XCO

2009
- Estnischer Meister – Cross Country XCO

## Teams
- 2007 Rietumu Bank-Riga
- 2008 Dynatek-Latvia